# Косостеблик еліптичний
Косостеблик еліптичний (Plagiomnium ellipticum) — вид мохів порядку головмохальних (Bryales).

## Поширення
Ареал охоплює такі частини світу: Європа, Північна Америка, Азія.
Населяє торф або перегній у відкритій тундрі, болотах, болотистих місцевостях, вологих луках і лісах, берегах річок і озер, на скелях/осипах; низькі висоти.

## Характеристика
Стебла прямовисні, 2–5 см; стерильні стебла до 12 см. Листки від зеленого до жовто-зеленого, хрусткі та зігнуті в сухому стані, плоскі у вологому стані, широко-еліптичні, яйцеподібні, округлі чи видовжено-еліптичні, (1)2–6(8) мм; краї слабо або помірно зубчасті дистально або до 3/4 довжини листа, рідко біля основи, часто цілі на безплідних стеблах, зубці тупі, з 1 (або 2) клітин; верхівка широко заокруглена, тупа або зрідка зрізана або загнута, зазвичай вузько мукронатна. Вид дводомний. Коробочкові ніжки 1(3), від жовтого до червонувато-коричневого забарвлення, 1.8–4.5 см. Коробочка поникла, циліндрична чи видовжено-циліндрична, 3–5 мм. Спори 25–30 мкм.